# Foufflin-Ricametz
Foufflin-Ricametz település Franciaországban, Pas-de-Calais megyében. Lakosainak száma 147 fő (2022. január 1.). Foufflin-Ricametz Roëllecourt, Ligny-Saint-Flochel, Maisnil és Ternas községekkel határos.

## Népesség
A település népességének változása:
| Lakosok száma | 120  | 144  | 158  | 160  | 163  | 165  | 159  | 153  | 147  |
|               | 2013 | 2015 | 2016 | 2017 | 2018 | 2019 | 2020 | 2021 | 2022 |